# Tipula uxoria
Tipula uxoria är en tvåvingeart som beskrevs av Alexander 1946. Tipula uxoria ingår i släktet Tipula och familjen storharkrankar. Inga underarter finns listade i Catalogue of Life.